# Anthrax georgicus
Anthrax georgicus es una especie de mosca del género Anthrax, de la familia Bombyliidae, orden Diptera.

## Distribución
Se distribuye por América: Canadá, Estados Unidos, México y Honduras.

## Taxonomía
Fue descrita por Macquart en 1834 y publicada en Macquart, P.J.M. 1834. Histoire naturelle des insectes. Diptères. Tome premiere. Roret, 578 + 8 pp., 12 pls.